# Oh Yeon-seo
Oh Yeon-seo, pseudonimo di Oh Haet-nim (오햇님?, 吳寒妮?, O Haet-nimLR, O HaetnimMR; Jinju, 22 giugno 1987), è un'attrice sudcoreana.
Agli inizi degli anni duemila ha fatto parte del girl group LUV, per poi dedicarsi alla recitazione. Sin da allora è divenuta nota per le sue interpretazioni nei serial televisivi Neongkuljjae gulleo-on dangsin, O Ja-ryong-i ganda, Binnageona michigeona e Dor-a-wa-yo ajeossi.

## Biografia
Nativa di Jinju, città sudcoreana del Gyeongsang Meridionale, cresce nella contea di Changnyeong. Da ragazzina si unisce a un gruppo di amici per tentare un provino a Taegu per la S.M. Entertainment, ma non viene accettata. La giovane attira tuttavia l'attenzione di un'altra agenzia di spettacolo e dopo aver ricevuto un'offerta di lavoro decide di trasferirsi a Seul.
Frequenta l'Università di Dongguk, laureandosi in teatro.

## Carriera

### Il debutto con le LUV e gli inizi
Utilizzando il suo nome di battesimo, compie il suo esordio nel mondo dello spettacolo nel 2002 quando debutta con Jo Eun-byul e Jeon Hye-bin come componente del girl group LUV. Il trio ha l'occasione di pubblicare un album intitolato Story quello stesso anno, ma è destinato a sciogliersi dopo soli sei mesi per via dello scarso successo riscosso. La giovane decide quindi di intraprendere la carriera da attrice, cambiando nel frattempo il suo nome in Oh Yeon-seo. Seguono per lei una serie di ruoli minori dopo il suo esordio televisivo nel 2003 con il drama Ban-ollim.

### 2012–2013: l'affermazione conO Ja-ryong-i ganda
Pur avendo ricoperto un ruolo principale nel film Yeogogoedam 5: dongbanjasal, l'attrice si afferma al pubblico sudcoreano solamente nel 2012 a partire dal serial Neongkuljjae gulleo-on dangsin. Partecipa quindi al programma televisivo Uri gyeolhonhaess-eo-yo con Lee Joon degli MBLAQ, per poi ricevere il suo primo ruolo da protagonista in O Ja-ryong-i ganda.
Nel 2013 è scelta per la parte di Ah-jin nel drama Medical Top Team ed è nominata ambasciatrice del primo film festival per gli animali, assieme a Kim Min-joon e Kal So-won, nonché della Croce Rossa con l'attore Ryu Soo-young.

### Dal 2014: successo conWattda! Jang Bo-rie progetti successivi
Il ruolo che lancia definitivamente la sua carriera è tuttavia quello della compassionevole ed altruista Jang Bo-ri nel serial Wattda! Jang Bo-ri. A seguito del suo successo, l'attrice afferma di aver trovato difficoltà nell'interpretare la protagonista, principalmente per il fatto di dover parlare nel dialetto di Jeolla-do, a lei prima sconosciuto.
Il progetto successivo la vede interpretare Shin Yool, l'ultima principessa del regno di Balhae, nel serial storico Binnageona michigeona a fianco di Jang Hyuk. La serie conosce un successo discreto e riscuote buoni ascolti durante la sua trasmissione da gennaio ad aprile del 2015.
Successivamente è protagonista assieme al cantante Rain nel drama Dor-a-wa-yo ajeossi, dove interpreta Han Hong-nan, personaggio maschile intrappolato nel corpo di una donna. Il ruolo da mascolina e la sintonia con Honey Lee, con la quale aveva già condiviso il set durante le riprese di Binnageona michigeona, saranno apprezzati dalla critica. Lo stesso anno è inclusa in Gukgadaepyo 2, sequel della pellicola del 2009, dove veste i panni di membro di una squadra femminile di hockey.
Nel 2017 l'attrice è dapprima impegnata nelle riprese di Yeopgijeog-in geunyeo, remake in versione drama dell'omonimo film di successo del 2001, dove è protagonista assieme a Joo Won. In seguito è inclusa nell'adattamento cinematografico del manhwa Cheese in the Trap, mentre nel mese di agosto vi è la firma con la Celltrion Entertainment. Sul finire dell'anno torna in televisione con la commedia romantica Hwa-yugi, scritta dalle sorelle Hong, a fianco di Lee Seung-gi, Cha Seung-won e Lee Hong-ki.

## Filmografia

### Attrice

#### Cinema
- Herb (허브?), regia di Heo In-moo (2007)
- Du saram-ida (두 사람이다?), regia di Oh Ki-hwan (2007)
- Ur-eodo johseumnikka? (울어도 좋습니까??), regia di Choi Chang-Hwan (2007)
- Ulhakgyo E.T. (울학교 이티?), regia di Park Kwang-chun (2008)
- Yeogogoedam 5: dongbanjasal (여고괴담 5: 동반자살?), regia di Jong-yong Lee (2009)
- Banga-un sar-inja (반가운 살인자?), regia di Kim Dong-wook (2010)
- Just Friends (저스트 프렌즈?), regia di Ahn Cheol-ho (2012)
- Gukgadaepyo 2 (국가대표2?), regia di Kim Jong-hyun (2016)
- Cheese in the Trap (치즈 인 더 트랩?), regia di Kim Je-young (2017)

#### Televisione
- Ban-ollim (반올림1?) – serie TV (2003)
- Nonstop 4 (논스톱 4?) – serie TV (2003)
- Cheon-gukboda nachseon (천국보다 낯선?) – serie TV (2006)
- Sarangdo mi-umdo (사랑도 미움도?) – serie TV (2006)
- H.I.T (히트?) – serie TV (2007)
- Jjeon-uijeonjaeng (쩐의전쟁?) – serie TV (2007)
- Dor-a-on ttukbaegi (돌아온 뚝배기? – serie TV (2008)
- Dae-wang Sejong (대왕 세종?) – serie TV (2008)
- Geosang Kim Man-deok (거상 김만덕?) – serie TV (2010)
- Bolsurok aegyomanjeom (볼수록 애교만점?) – serie TV (2010)
- Dong-yi (동이?) – serie TV (2010)
- Dong-anminyeo (동안미녀?) – serie TV (2011)
- Neongkuljjae gulleo-on dangsin (넝쿨째 굴러온 당신?) – serie TV (2012)
- O Ja-ryong-i ganda (오자룡이 간다?) – serie TV (2012)
- Medical Top Team (메디컬탑팀?) – serie TV (2013)
- Wattda! Jang Bo-ri (왔다! 장보리?) – serie TV (2014)
- Binnageona michigeona (빛나거나 미치거나?) – serie TV (2015)
- Dor-a-wa-yo ajeossi (돌아와요 아저씨?) – serie TV (2016)
- Yeopgijeog-in geunyeo (엽기적인 그녀?) – serie TV (2017)
- Hwa-yugi (화유기?) – serie TV (2017-2018)
- Mad for Each Other (이 구역의 미친 X?, I gu-yeog-ui michin XLR) – serie TV (2021)

### Doppiatrice
- Sojunghan nar-ui kkum (소중한 날의 꿈?), regia di Ahn Jae-hoon e Han Hye-jin (2011)